# سد پلرود
سد مخزنی پلرود یکی از طرح‌های بزرگ تأمین آب که بر رودخانه پلرود در شهرستان رودسر در شرق استان گیلان احداث گردیده‌است. مطالعات شناسایی و اولیه آن از سال ۵۶ آغاز شد و مطالعات تکمیلی آن بین سالهای ۶۲ تا ۸۴ خاتمه یافت و در سال ۸۶ مصوبه کمیته تخصصی وزارت نیرو توسط شرکت سهامی آب منطقه ای گیلان اخذ شد.

## اهداف
هدف از ساخت سد مخزنی پلرود، ذخیره و تنظیم آب رودخانه پلرود که دومین رودخانه بزرگ استان گیلان است می‌باشد. طراحی و احداث این سد با هدف جلوگیری از هدررفت آب در ماه‌های غیرزراعی انجام گردیده‌است تا آب مورد استفاده در شرب و صنعت از مازاد آب سالیانه رودخانه پلرود تأمین گردد. با ساخت این سد، امکان آبیاری بالغ بر ۲۷۰۰۰ هکتار از اراضی شالیکاری و باغات شهرستان‌های رودسر و املش و تأمین آب شرب هفت شهر بزرگ شرق گیلان (رودسر، کلاچای، رحیم‌آباد، چابکسر، واجارگاه، املش، لنگرود) به میزان ۴۰ میلیون مترمکعب در سال و نیز تأمین انرژی برق آبی به میزان ۷۰ گیگاوات در سال میسر خواهد شد.
در حوضه آبریز شرق گیلان مجموعاً ۱۴ رود جاری است که سطحی معادل ۲۴ درصد از حوضه آبریز منطقه را شامل می‌شود. از رودهای پرآب حوضه آبریز شرق گیلان می‌توان به رودخانه‌های پلرود، کیارود، شیرارود و شلمانرود اشاره کرد که پلرود مهمترین رود این ناحیه است و بخش عمده ای از منابع آبی کشاورزی منطقه را تأمین می‌کند.

## موقعیت
سد مخزنی پلرود در مسیر ۳۰ کیلومتری مرکز شهر رودسر به سمت اشکورات و در نزدیکی طول لات واقع شده‌است.
از ابتدای سال ۱۴۰۳،کارگاه بدلیل تعلق نگرفتن بودجه از سوی دولت،تعطیل است و تمامی کارگران تا به حال بیکارند.